# 7th Grade Civil Servant
7th Grade Civil Servant (hangul: 7급 공무원; hanja: 七級 公務員; rr: 7geup Gongmuwon; MR: 7kŭp Kongmuwŏn) é uma série de televisão sul-coreana de 2013 estrelada por Choi Kang-hee e Joo Won como espiões novatos que treinaram juntos e mais tarde se tornaram agentes do NIS que devem esconder suas verdadeiras identidades um do outro, mesmo quando se apaixonam. Foi ao ar na MBC de 23 de janeiro a 28 de março de 2013, às quartas e quintas-feiras às 21:55 (KST), totalizando 20 episódios.
A série é um remake do filme de 2009 My Girlfriend Is An Agent. Os primeiros títulos provisórios foram "Secret Agent War" e "The Secret Lovers".

## Sinopse
Amor e espionagem colidem neste drama dos agentes novatos do Serviço Nacional de Inteligência. Han Gil-ro (Joo Won) realiza seu sonho de se tornar um homem misterioso internacional, depois de uma infância assistindo aos filmes de James Bond. Kim Seo-won (Choi Kang-hee) muda as coisas como uma agente boba, mas determinada, mas nem tudo é glamour. Tanto Gil-ro quanto Seo-won devem aprender o que é preciso para cumprir seu dever, mesmo que isso sacrifique sua felicidade — e suas vidas.

## Elenco
- Choi Kang-hee como Kim Seo-won / Kim Kyung-ja[11]
- Joo Won como Han Gil-ro / Han Pil-hoon[12][13][14][15][16][17]
- Hwang Chan-sung como Gong Do-ha[18][19]
- Kim Min-seo como Shin Sun-mi
- Ahn Nae-sang como Kim Won-seok
- Jang Young-nam como Jang Young-soon
- Kim Soo-hyun como Kim Mi-rae
- Lim Yoon-ho como JJ / Choi Woo-jin
- Dokgo Young-jae como Han Joo-man, pai de Gil-ro
- Im Ye-jin como Go Soo-ja, mãe de Gil-ro
- Lee Han-wi como Kim Pan-seok, pai de Seo-won
- Kim Mi-kyung como Oh Mak-nae, mãe de Seo-won
- Noh Young-hak como Kim Min-ho, irmão mais novo de Seo-won
- Choi Jong-hwan como Oh Kwang-jae
- Ha Shi-eun como Jin-joo
- Son Jin-young como Kim Poong-eon
- Lee El como Park Soo-young
- Jung In-gi como Kim Sung-joon
- Seo Seung-man como gerente de TI
- Lee Hye-eun como esposa de Won-seok
- Uhm Tae-woong como Choi Woo-hyuk ( participação especial, Ep. 1–4)

## Recepção
| Episódio # | Data de transmissão original | Parcela média de audiência | Parcela média de audiência | Parcela média de audiência | Parcela média de audiência |
| Episódio # | Data de transmissão original | TNmS Ratings (%)           | TNmS Ratings (%)           | AGB Nielsen (%)            | AGB Nielsen (%)            |
| Episódio # | Data de transmissão original | Nacional                   | Seul                       | Nacional                   | Seul                       |
| ---------- | ---------------------------- | -------------------------- | -------------------------- | -------------------------- | -------------------------- |
| 1          | 23 de janeiro de 2013        | 12.8%                      | 15.6%                      | 12.7%                      | 14.6%                      |
| 2          | 24 de janeiro de 2013        | 14.0%                      | 16.0%                      | 14.5%                      | 16.9%                      |
| 3          | 30 de janeiro de 2013        | 16.0%                      | 18.1%                      | 15.9%                      | 18.1%                      |
| 4          | 31 de janeiro de 2013        | 15.8%                      | 18.8%                      | 15.2%                      | 17.2%                      |
| 5          | 6 de fevereiro de 2013       | 17.1%                      | 20.1%                      | 16.0%                      | 17.7%                      |
| 6          | 7 de fevereiro de 2013       | 14.9%                      | 16.8%                      | 14.3%                      | 16.0%                      |
| 7          | 13 de fevereiro de 2013      | 13.3%                      | 14.0%                      | 12.7%                      | 13.3%                      |
| 8          | 13 de fevereiro de 2013      | 13.8%                      | 15.1%                      | 12.1%                      | 13.2%                      |
| 9          | 20 de fevereiro de 2013      | 12.6%                      | 12.9%                      | 12.5%                      | 13.8%                      |
| 10         | 21 de fevereiro de 2013      | 12.4%                      | 13.1%                      | 11.4%                      | 12.5%                      |
| 11         | 27 de fevereiro de 2013      | 11.8%                      | 13.2%                      | 10.0%                      | 10.7%                      |
| 12         | 28 de fevereiro de 2013      | 11.0%                      | 11.8%                      | 10.6%                      | 11.8%                      |
| 13         | 6 de março de 2013           | 10.0%                      | 10.6%                      | 9.2%                       | 10.8%                      |
| 14         | 7 de março de 2013           | 9.9%                       | 11.3%                      | 9.9%                       | 10.8%                      |
| 15         | 13 de março de 2013          | 8.8%                       | 9.3%                       | 7.9%                       | 8.8%                       |
| 16         | 14 de março de 2013          | 9.0%                       | 8.8%                       | 8.5%                       | 9.1%                       |
| 17         | 20 de março de 2013          | 9.3%                       | 10.9%                      | 9.8%                       | 10.9%                      |
| 18         | 21 de março de 2013          | 9.5%                       | 10.8%                      | 8.4%                       | 9.0%                       |
| 19         | 27 de março de 2013          | 7.9%                       | 8.4%                       | 7.5%                       | 7.7%                       |
| 20         | 28 de março de 2013          | 9.0%                       | 9.4%                       | 8.4%                       | 8.6%                       |
| Média      | Média                        | 12.0%                      | 13.2%                      | 11.4%                      | 12.6%                      |

## Trilha sonora

### Parte 1
| Lançado em 23 de janeiro de 2013 |                                  |                      |         |  |
| N.º                              | Título                           | Artista              | Duração |  |
| 1.                               | "너에게 가는 길" (My Way to You) | Junho feat. Taecyeon | 3:25    |  |
| 2.                               | "너에게 가는 길" (Inst.)         | Junho feat. Taecyeon | 3:25    |  |
| Duração total:                   | Duração total:                   | Duração total:       | 6:50    |  |

### Parte 2
| Lançado em 6 de fevereiro de 2013 |                             |                       |         |  |
| N.º                               | Título                      | Artista               | Duração |  |
| 3.                                | "꽃이 핀다" (Flowers Bloom) | Park Ji-heon do V.O.S | 4:09    |  |
| 4.                                | "Stranger"                  | Big Baby Driver       | 2:34    |  |
| 5.                                | "꽃이 핀다" (Inst.)         | Park Ji-heon do V.O.S | 4:09    |  |
| 6.                                | "Stranger" (Inst.)          | Big Baby Driver       | 2:34    |  |
| Duração total:                    | Duração total:              | Duração total:        | 13:26   |  |

### Parte 3
| Lançado em 14 de fevereiro de 2013 |                                         |                     |         |  |
| N.º                                | Título                                  | Artista             | Duração |  |
| 7.                                 | "I'll Be There for You"                 | Hanbyul (Led Apple) | 4:14    |  |
| 8.                                 | "말하지 그랬어" (You Should've Told Me) | SpinEL (스피넬)     | 4:50    |  |
| 9.                                 | "I'll Be There for You" (Inst.)         | Hanbyul (Led Apple) | 4:14    |  |
| 10.                                | "말하지 그랬어" (Inst.)                 | SpinEL (스피넬)     | 4:50    |  |
| Duração total:                     | Duração total:                          | Duração total:      | 18:08   |  |

### Parte 4
| Lançado em 20 de fevereiro de 2013 |                                             |                |         |  |
| N.º                                | Título                                      | Artista        | Duração |  |
| 8.                                 | "어떡해" (What To Do?)                      | Melody Day     | 3:48    |  |
| 9.                                 | "사랑할 줄 몰라서" (Don't Know How to Love) | Ash Gray       | 2:52    |  |
| 10.                                | "어떡해" (Inst.)                            | Melody Day     | 3:48    |  |
| 11.                                | "사랑할 줄 몰라서" (Inst.)                  | Ash Gray       | 2:52    |  |
| Duração total:                     | Duração total:                              | Duração total: | 13:20   |  |

## Prêmios e indicações
| Ano  | Cerimônia            | Categoria                                      | Indicado(s)     | Resultado | Ref.   |
| ---- | -------------------- | ---------------------------------------------- | --------------- | --------- | ------ |
| 2013 | Baeksang Arts Awards | Ator Mais Popular (TV)                         | Hwang Chan-sung | Indicado  | [ 22 ] |
| 2013 | Baeksang Arts Awards | Atriz Mais Popular (TV)                        | Choi Kang-hee   | Indicado  | [ 22 ] |
| 2013 | MBC Drama Awards     | Prêmio de Alta Excelência, Atriz em Minissérie | Choi Kang-hee   | Indicado  | [ 23 ] |
| 2013 | MBC Drama Awards     | Prêmio de Excelência, Ator em Minissérie       | Joo Won         | Venceu    | [ 23 ] |